# Скотувате (Синельниківський район)
Скотува́те — село в Україні, в Синельниківському районі Дніпропетровської області. Входить до складу Покровської селищної громади. Населення становить 80 осіб. Орган місцевого самоврядування — Покровська селищна рада.

## Географія
Село Скотувате знаходиться на відстані 0,5 км від села Петриків і за 1 км від села Рівне.

## Історія
Історична дата утворення 1897 рік. Виникло з хутора Скотуватого, який отримав свою назву від однойменної балки.
Слово «скотувате» походить від слова «скот», «скота», — за Грінченком — це «звірина нора, барліг».
Скотами в цьому районі називали нори байбаків.
12 червня 2020 року, відповідно до розпорядження Кабінету Міністрів України № 709-р від «Про визначення адміністративних центрів та затвердження територій територіальних громад Дніпропетровської області», увійшло до складу Покровської селищної громади.
19 липня 2020 року, в результаті адміністративно-територіальної реформи і ліквідації Покровського району, село увійшло до складу новоутвореного Синельниківського району.